# Дзенит, Ян Петрович
Ян Петрович Дзенит (1893—1967) — заместитель командующих ряда армий и военных округов, генерал-лейтенант (1945).

## Биография
Из латышской крестьянской семьи. На воинской службе с 1914, участник Первой мировой войны. В РККА с 1918. Окончил Военную академию РККА в 1918—1922, с перерывами, поскольку участвовал в Гражданской войне в 1919—1920. Временно исполняющий должность начальника штаба 11-й пехотной дивизии в июне—июле 1919, временно исполняющий должность командира сводной бригады в июле—августе 1919, начальник штаба бригады с августа по октябрь 1919, затем 11-й пехотной дивизии с октября того же года. Начальник разведывательного отделения (войсковая разведка) Оперативного управления штаба Западного фронта с октября 1919 по октябрь 1920. Добытые отделением сведения отражались, например, в периодических обзорах Региструпра ПШ РВС Республики «Литва, Польша и белая русская армия». Среди них «Схема организации Северо-Западной армии к I/III — 1920 г.». Командир 17-й пехотной дивизии в ноябре 1920.
Заведующий сектором внутреннего фронта 3-го (информационно-статистического) отдела Разведупра штаба РККА с июня 1921 по сентябрь 1922, стажировался по должности командира роты в Петроградском военном округе с сентября 1922 по июль 1923, начальник отделения 3-й части ГО штаба РККА с июля 1923 по апрель 1924, помощник начальника общей части с апреля по июнь 1924, начальник 4-й специальной части 3-го отдела РУ штаба РККА с июня 1924 по октябрь 1925. Член ВКП(б) с 1928. Окончил Курсы усовершенствования высшего командного состава при Военной академии имени М. В. Фрунзе в 1927, оперативный факультет той же академии в 1932. Начальник штаба 16-го стрелкового корпуса, Оперативного (1-го) отдела штаба Московского военного округа с октября 1925 по май 1930, помощник начальника того же штаба с мая 1930 по февраль 1931, заместитель начальника штаба Приволжского военного округа с февраля 1931 по январь 1935, командир и военком 1-й стрелковой Казанской дивизии имени ЦИК Татарской АССР. На момент ареста являлся командиром 86-й стрелковой дивизии (с января 1935 по декабрь 1937).
Репрессирован 11 декабря 1937. Следствие шло в Казани и Куйбышеве до 5 февраля 1940, был освобождён из тюрьмы Казани в связи с прекращением дела. В распоряжении Управления по начальственному составу РККА с февраля по июнь 1940, старший преподаватель Академии генерального штаба с июня 1940 по июнь 1941. Занимался формированием резервов Главного командования с июня по август 1941, уполномоченный Главного управления формирований и генерального штаба при Сибирском военном округе, затем заместитель командующего войсками того же военного округа с августа 1941 по апрель 1944, заместитель командующего 49-й армией с июня 1944 по август 1945 (при этом с июля ао август 1945 года временно исполнял должность командующего армией, занимаясь её расформированием), командующего войсками Горьковского (1945—1946), Прикарпатского (1946—1948) военных округов, помощник командующего войсками Южно-Уральского военного округа (1948—1949). Окончил Высшие академические курсы при Высшей военной академии имени К. Е. Ворошилова в 1950. Начальник кафедры общей тактики и оперативного искусства Военно-инженерной академии имени В. В. Куйбышева с 1950 до 1957. С марта 1957 в отставке.

### Воинские звания
- старший унтер-офицер;
- комбриг, 26 ноября 1935;[4]
- генерал-майор, 22 января 1942;[5]
- генерал-лейтенант, 19 апреля 1945.

## Награды
Награждён золотыми часами в 1920. Награждён орденом Ленина, четырьмя орденами Красного Знамени, орденами Суворова II степени, Кутузова II степени, Отечественной войны I степени, медалями.